# 聰哥事件

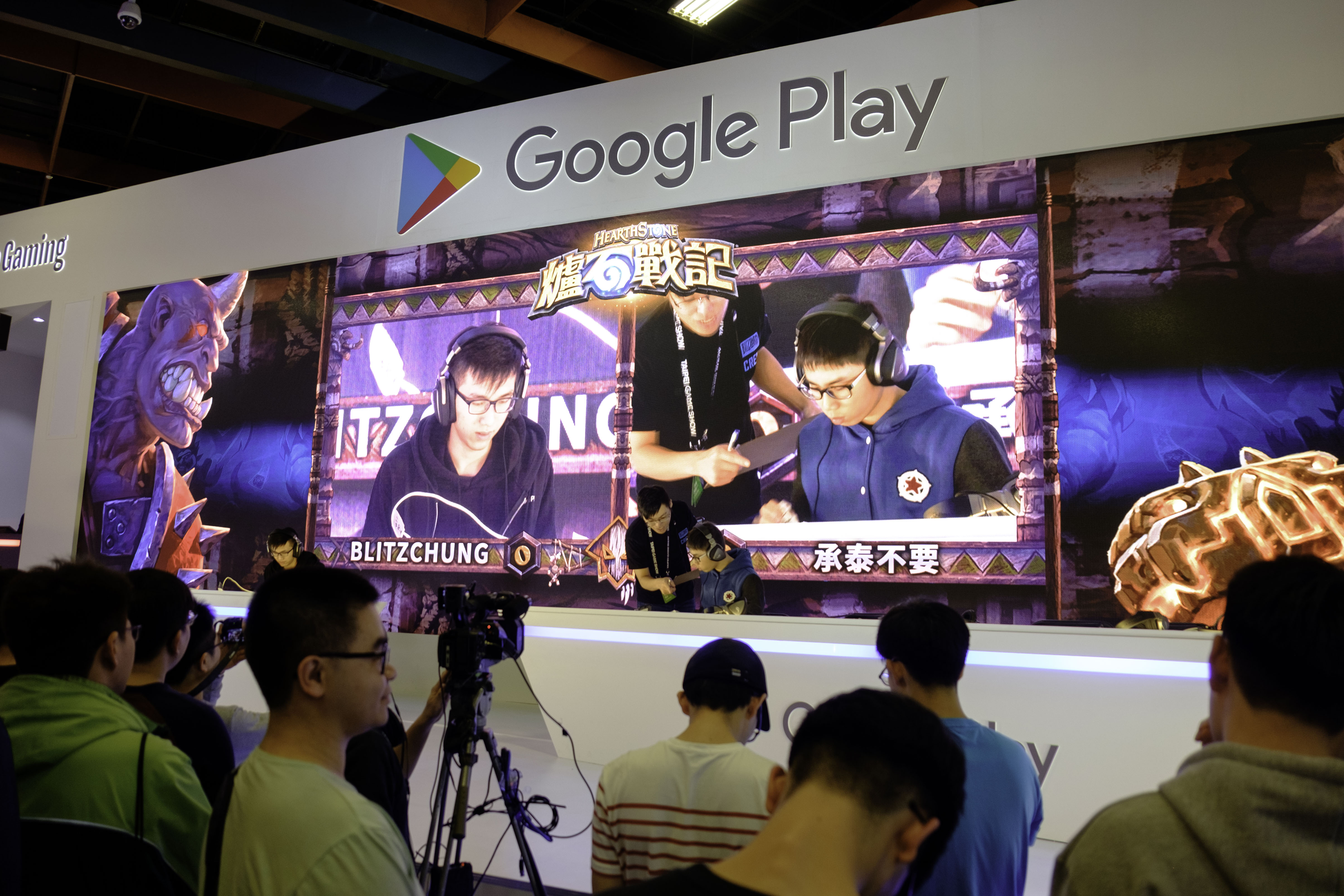
代表香港的電競選手吳偉聰（左）在與另一名玩家比賽中。這張照片在事件發生十個月前拍攝

聰哥事件是指暴雪娛樂因「Blitzchung」吳偉聰（聰哥）聲援香港反對逃犯條例修訂草案運動而對其懲罰以及所引起的後續事件。2019年10月，美國電子遊戲開發商暴雪娛樂因香港《爐石戰記》電競選手吳偉聰在官方直播場合聲援反對逃犯條例修訂草案運動而剝奪其比賽資格，並取消所獲獎金。而後續的回應包括公眾抵制暴雪產品和美國國會代表的來信等使得暴雪降低對吳偉聰的懲罰。

## 事件
2019年10月6日，來自香港的爐石戰記電競選手吳偉聰在台灣爐石戰記大師職業賽的賽後直播活動中接受了採訪。在採訪中他戴著類似於香港反逃犯條例修訂草案運動示威者在抗議活動中穿著的頭盔和防毒面具，並說「光復香港，時代革命」。該直播在不久後被切斷。第二天，暴雪宣布吳偉聰被禁止參加本屆比賽，沒收所有獎金（當時約4,000美元），並將被禁止參加其他大師職業賽一年。 暴雪指該公司禁止職業賽玩家冒犯公眾或損害暴雪的形象。暴雪後來表示，儘管他們尊重玩家的言論自由，但他們仍然受到比賽規則的約束。
另外暴雪還終止了與直播活動中的賽評易先生和偷米的合同。暴雪稱這兩個人一直在鼓勵吳偉聰表達他的觀點，因此也違反了該規則。偷米向PC Gamer表示，他和易先生在直播前只知道吳偉聰會戴上口罩，而當吳偉聰開始有關反送中運動的聲明時兩人將頭低下，以表明吳偉聰只是以其個人身份說話。偷米說，他還沒有被告知為何被暴雪台灣辦事處開除。偷米在接受東森新聞訪問時補充說身為賽評是應該讓選手表達他們的意見，並認為這是敬業的表現。

## 公眾反應
中國大陸官方媒體認為吳偉聰的舉動侮辱中華人民共和國國家尊嚴，一致反對吳偉聰的抗議行動；另一方面，其他大多數媒體都支持他的行動。
暴雪的中國大陸合作夥伴網易在暴雪的新浪微博《爐石傳說》官方頻道上公開譴責了他的行為。此外在微博上有很多人批評吳偉聰，認為這屬於叛國和分裂主義。
一些人批评说，与暴雪对守望先锋联赛中一些职业选手在镜头前的粗俗言论和手势的较轻处罚相比，暴雪這次對吳偉聰禁賽的處分明顯不成比例而且不公平
。也有人批評暴雪的行为是出于对其在中国的商业利益的考虑而以此取悅中華人民共和國政府及腾讯。亦有人批評暴雪的行為是對中国政府立场的认可。
一向以对华态度强硬而闻名的美国参议员马可·卢比奥表示“不生活在中国的人必须要么自我审查，要么被解雇和暂停资格。中国以市场准入的手段在全球范围内压制言论自由”；而另一位参议员罗恩·怀登认为，动视暴雪已表明“它愿意为取悦中国共产党而羞辱自己”，“任何美国企业都不应为快速赚钱而审查自由诉求”。其後，马可·卢比奥、榮恩·魏登、亚历山德里娅·奥卡西奥-科尔特斯、麦克·加拉格尔和湯姆·馬利諾夫斯基5名跨黨派議員去信暴雪行政總裁，要求他們收回針對吳偉聰因表態支持香港示威而被禁賽和沒收獎金的處分。信中提及，鑑於暴雪在遊戲界的地位，其決定「可能對尋求利用其平台促進基本人權和自由的遊戲玩家產生寒蟬效應亅。
魔獸世界創始首席設計師克恩表示自己力挺吳偉聰的立場，並宣布在暴雪改變懲處前，自己不再玩「魔獸世界」經典版。並表示自己曾因拒絕中華人民共和國200萬美元回扣賄賂，而被踢出自己在離開暴雪後所成立的公司，指出中華人民共和國已經逐漸滲透美國及支配著美國價值觀。
中華民國總統蔡英文認為暴雪的做法是威脅大家只能有一種意見，這反而是所有玩家的損失，並不能理解這種恐懼言論自由的做法。且表示一個有言論自由的社會，體育賽事、電競產業將會更蓬勃發展。她會以總統之身份，和所有球迷跟玩家一起，守護得來不易的民主自由價值。
人權倡導組織AccessNow.org敦促暴雪撤銷对吳偉聰作出的处罚决定。
在10月8日，台灣三菱汽車終止了對大師職業賽的贊助。

### #抵制暴雪
事件發生後有人在Twitter上發起#抵制暴雪（#BoycottBlizzard）主題標籤，鼓勵玩家抵制暴雪產品。此標籤登上全球熱搜，前暴雪员工、魔獸世界首席設計師馬克·克恩亦有參與。
暴雪的一些员工为了抗议，遮住了公司的部分纪念碑，并像2014年雨傘革命一样使用雨伞进行示威。一位暴雪的长期员工表示暴雪对玩家采取的行动「既駭人聽聞但又不令人驚訝」。炉石传说解說員布萊恩·基布勒和內森·薩莫拉都因为这一事件退出了2019年11月暴雪嘉年华的炉石大师赛的主持工作。基布勒在其辞呈中表示，若果他出現在暴雪嘉年華將會代表他默許暴雪的行為。

### 鬥陣特攻角色象征
抗議者將暴雪自己的《鬥陣特攻》角色小美塑造成抗議活動的支持者和「支援民主的象徵」並用她的形象創作支援香港抗議行動的二次作品，以此來聲援吳偉聰和反擊暴雪。

### 聲援行動
在10月8日举行的《爐石戰記》美國大學生聯賽期间，代表美利坚大学隊比赛的选手手举「自由香港，抵制暴雪（Free Hong Kong，Boycott BLIZZ）」标语，以反对暴雪对吳偉聰作出的处罚决定，导致直播被暂停，未能显示比賽結果。起初，暴雪没有作出處罰選手的决定，並安排于10月10日举行的下一場比賽，有玩家批評暴雪“雙重標準”。而参赛選手则決定自行退出比賽，以示抗议，选手钱伯斯表示“暴雪公司是虚伪的”。10月15日，暴雪向美利坚大学發出處罰通知信，指三名選手違反官方比賽規章的「運動與專業精神」，决定禁赛六个月。而選手之一的凱西對處罰不意外及欣然接受，「感謝所有玩家受到平等對待，沒有人凌駕規則（I appreciate all players being treated equally and no one being above the rules）」
在10月16日，曾在多個發起一連串「賀佢老母」多媒體廣告的民間團體「FreedomHK」宣布，將於11月1至2日舉行的暴雪嘉年華上進行抗議活動，聲援香港示威者，並呼籲各國民眾響應，並對暴雪公司企圖滅聲的行為表示不滿。而於前週，關注網絡自由的美國團體「Fight For The Future」，發起「Gamers for Freedom at Blizzcon」活動，呼籲所有將會參與暴雪嘉年華以及身處加州的民眾，11月1日帶上雨傘，以聲援香港示威者及表達對言論自由的支持。
在11月1日，有力挺香港的人士在暴雪嘉年華上進行抗議活動，抗議該公司在香港問題上為經濟利益取悅北京。會場外，抗議者手舉各種支持香港的標語、身著包括維尼熊戲服在內的各種奇裝異服舉行集會，並高呼“自由香港”和“有人賺太多”等口號。

## 暴雪回應

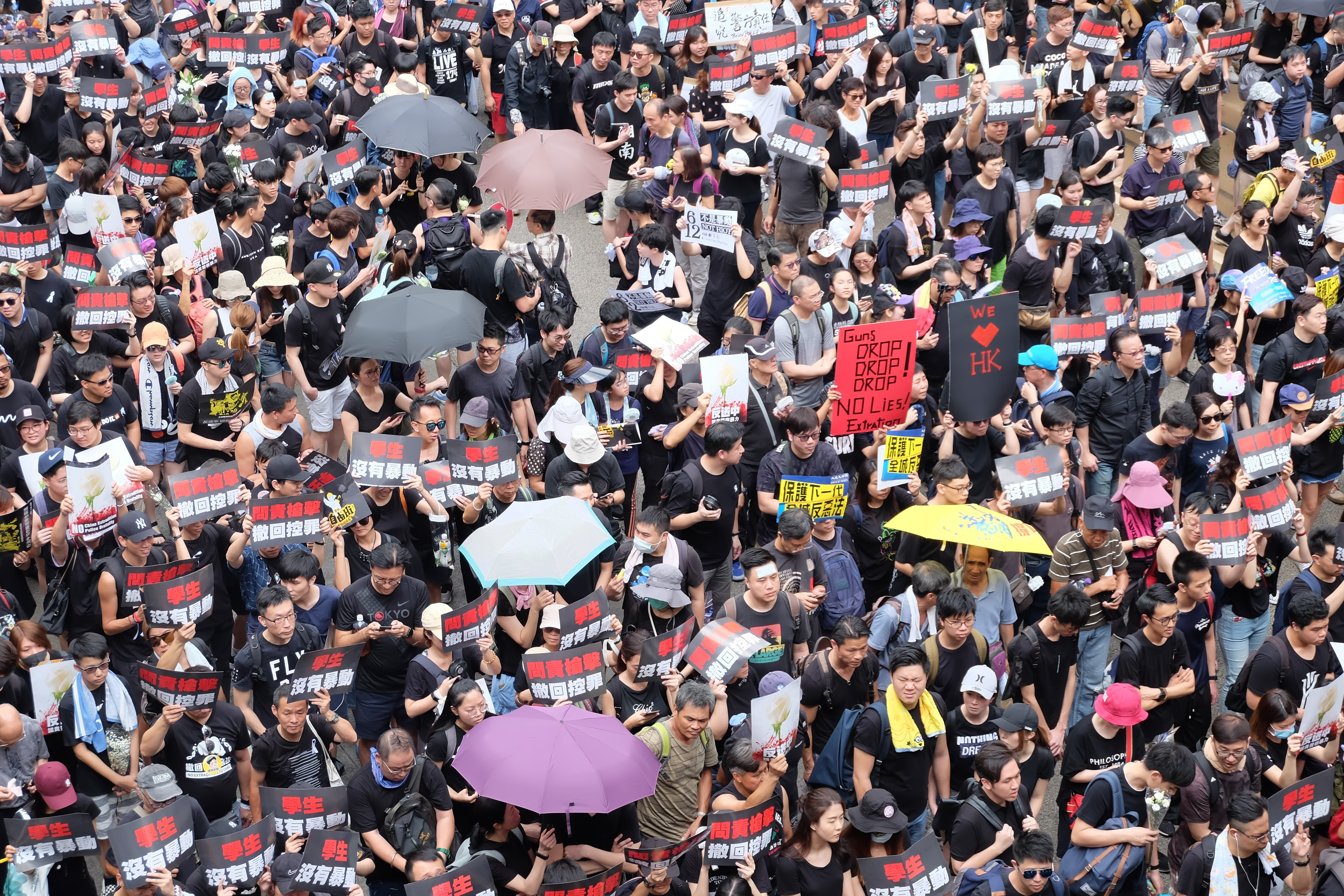
2019年6月16日香港抗议活动

事件發生五天后，暴雪總裁J·艾倫·布拉克（J. Allen Brack）寫道，在審查情況後，暴雪認為所施加的處罰不合適，尽管他们仍然关注吳偉聰和解說員如何將討論從遊戲中轉移到政治上。布拉克表示他们将恢复吳偉聰的奖金，并将他在大师赛中的禁赛期减少到6个月，并将解說員的凍結期减少到6个月。布拉克堅稱他們跟中華人民共和國的關係並沒有影響他們的決定。在2019年11月1-2日举行的2019年暴雪嘉年华上仍有人舉行抗議活動。布拉克在开幕禮上首先承認當初對吳偉聰禁賽的責任。他說「我們未能達到為自己定下的高標準及目的」。Brack在道歉全文中並沒有提到香港，但承諾暴雪會改進並且行勝於言。不過部分人認為布拉克的道歉只是一種「止血」的公關手段。

## 后续
当澳大利亚在线数字卡牌游戏Gods Unchained的开发商Immutable提出弥补吳偉聰损失的奖金并邀请他参加他们即将举行的比赛後，他们的游戏服务器受到了阻斷服務攻擊。
吳偉聰被禁賽後，多個高級爐石戰記賽評，包括「Admirable」內森·薩莫拉（Nathan Zamora）、「Sottle」西蒙·韋爾奇（Simon Welch）、「Raven」亞歷山大·巴格利（Alexander Baguley）和達洛克·布朗（Darroch Brown）等人威脅無限期罷工直至禁令解除为止。
与暴雪相反，由腾讯持股四成的Epic Games通过发言人表示：「Epic支持每个人表达他们对政治和人权观点的权利。我们不会因为《堡垒之夜》的玩家或内容创作者就这些话题发表言论而禁止或惩罚他们。」其首席执行官蒂姆·斯維尼也在Twitter上分享了这一信息。
香港職業萬智牌電競選手李詩天在數週後的一次大型錦標賽上全程蒙面參賽並聲援香港抗議運動，事後並沒有受到官方威世智懲罰。

## 延伸閱讀
- Clark, Peter Allen. . 時代雜誌. 2019-10-21  [2019-11-09]. （原始内容存档于2019-10-30） （英语）.
- Favis, Elise. . 华盛顿邮报. 2019-11-08  [2019-11-09]. （原始内容存档于2019-11-09） （英语）.
- Purchese, Robert. . Eurogamer. 2019-11-01  [2019-11-09]. （原始内容存档于2019-11-05） （英语）.